# Bicosoecales
Ordre
Les Bicosoecales sont un ordre de chromistes de l'embranchement des Bigyra, et de la classe des Bikosea.

## Étymologie
Le nom de la famille vient du genre type Bicosoeca de la famille des Bicosoecaceae, dérivé des racines grecques βικοσ / bikos, « amphore, vase, bol », et  ‑oekein, habitat, littéralement « habitat en forme de vase ».

## Liste des familles
Selon AlgaeBase (17 novembre 2024) :
- Bicosoecaceae Haeckel, 1894
- Labromonadaceae Cavalier-Smith, 2006
- Pseudobodonaceae Cavalier-Smith, 2013

Selon The Taxonomicon (17 novembre 2024) :
- Bicosoecidae Stein, 1878
- Cafeteriidae Moestrup, 1995
- Siluaniidae Karpov, 1998
- Pseudodendromonadidae Patterson & Zölffel, 1991

## Systématique
Le nom correct complet (avec auteur) de ce taxon est Bicosoecales Grassé.

## Publication originale
- Grassé, P.P. (1926). Contribution à l'étude des flagellés parasites. Archives de zoologie expérimentale et générale 65(6):  345-602, 76 figures, plates 8-19.